# Линч, Росс
Росс Шор Линч (англ. Ross Shor Lynch; род. 29 декабря 1995, Литлтон) — американский актёр, певец, танцор и музыкант. Вокалист группы The Driver Era.

## Карьера

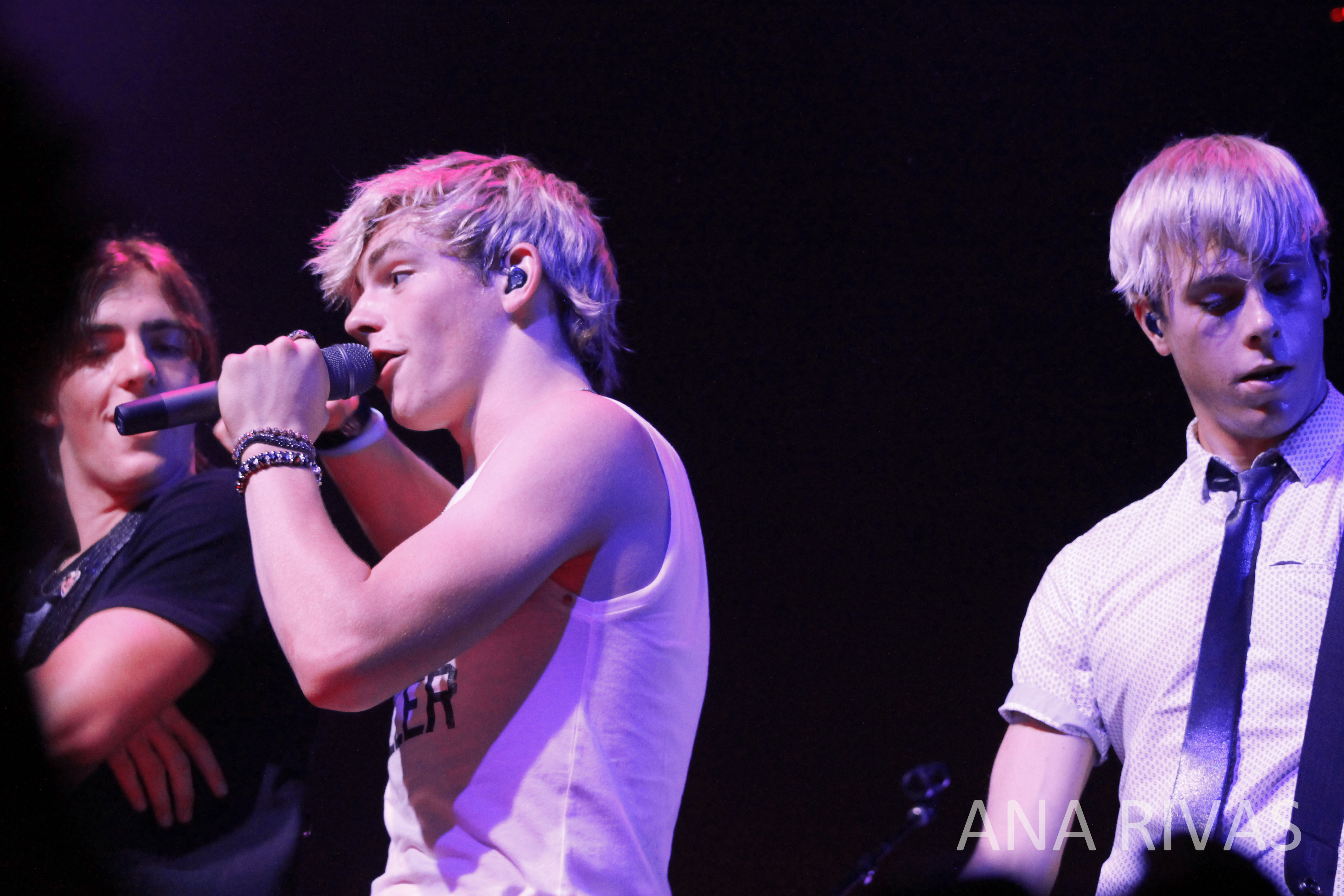
Loud Tour, 2013 г.

### Музыка
Росс является ведущим вокалистом и играет на ритм гитаре в группе R5, которая состоит из его братьев Рокки и Райкера, сестры Райдел и друга семьи Рэтлиффа.
В 2010 году R5 выпустили мини-альбом под названием «Ready Set Rock».
Затем через официальный веб-сайт группы R5 объявили, что подписали контракт с Hollywood Records. Их дебютный альбом Louder был выпущен в сентябре 2013 года. В июле 2014 года группа выпустила второй по счёту альбом под названием «Heart Made Up On You». В ноябре 2014 года вышел новый сингл R5 под названием «Smile». В 2016 вышел альбом под названием «Something last night». В мае 2017 вышел альбом «NEW ADDITIONS», состоящий из пяти песен . Также в октябре 2017 группа выпустила клип на песню «HURTS GOOD».
3 ноября 2014 года был выпущен первый видеоролик с концерта в Буэнос-Айрес.
В 2018 году Росс со старшим братом Рокки образовали дуэт The Driver Era в жанре «альтернатива».

### Кино и телевидение
В начале 2011 года Линч был приглашен для участия в пилотной серии «Остин и Элли» на канал Дисней, где он должен был сыграть главную мужскую роль — Остина Муна, юного певца, который становится сенсацией благодаря своему видео в интернете. Пилот был одобрен каналом, который впоследствии начал производство 1 сезона. Шоу дебютировало в декабре 2011 года, и было продлено на второй сезон, выход которого состоялся в марте 2012 года. «Остин и Элли» завершился в 2016 году и имеет 4 сезона.
В начале 2012 года Росс начал работать над новым фильмом канала Дисней «Teen Beach Movie». Он исполнил роль Брейди (главную мужскую роль). Фильм вышел 19 июля 2013 года. В 2015 году состоялась премьера второй части фильма «Teen Beach 2» с Россом в роли Брейди.
Летом 2017 Росс закончил съёмки в фильме «Мой друг Дамер». В картине Росс в главной роли играет серийного маньяка.
10 мая 2018 года в российский прокат вышел фильм «Статус: Обновлен» с Россом Линчем в главной роли. 26 октября 2018 года на Netflix вышел оригинальный сериал «Леденящие Душу Приключения Сабрины» (Chilling Adventures Of Sabrina), в котором Росс сыграл роль Харви Кинкла.

### Прочее
В начале 2018 года Росс стал моделью новой мужской коллекции от Dolce & Gabbana.

## Избранная фильмография
| Год       | Название на русском                | Название на английском             | Роль                | Примечания                               |
| --------- | ---------------------------------- | ---------------------------------- | ------------------- | ---------------------------------------- |
| 2010      | Хватай!                            | Grapple!                           | Аарон               |                                          |
| 2011—2016 | Остин и Элли                       | Austin & Ally                      | Остин Мун           | Главная роль                             |
| 2012      | Джесси                             | Jessie                             | Остин Мун           | Austin & Jessie & Ally All Star New Year |
| 2013      | Великий Человек-Паук               | Ultimate Spider-Man                | Джек Рассел (голос) | The Howling Commandos                    |
| 2013      | Лето. Пляж. Кино                   | Teen Beach Movie                   | Брейди              | Главная роль                             |
| 2014      | Виолетта                           | Violetta                           | играет самого себя  | 3 эпизода                                |
| 2014      | Маппеты 2                          | Muppets Most Wanted                | Юный флорист        |                                          |
| 2015      | Лето. Пляж. Кино 2                 | Teen Beach 2                       | Брейди              | Главная роль                             |
| 2015      | Снежная битва                      | La guerre des tuques 3D            | Пирсы (голос)       |                                          |
| 2017      | Мой друг Дамер                     | My Friend Dahmer                   | Джеффри Дамер       | Главная роль                             |
| 2017      | Статус: Обновлен                   | Status Update                      | Кайл Мур            | Главная роль                             |
| 2018      | Леденящие душу приключения Сабрины | The Chilling Adventures of Sabrina | Харви Кинкл         | Главная роль                             |

## Награды и номинации
| Год  | Награда                         | Категория               | Работа                | Результат |
| ---- | ------------------------------- | ----------------------- | --------------------- | --------- |
| 2012 | Teen Icon Awards                | Iconic TV Actor         | Остин и Элли          | Номинация |
| 2012 | Teen Icon Awards                | Iconic Editor’s Choice  | Остин и Элли          | Номинация |
| 2012 | Hollywood Teen Awards           | Favorite Breakout Star  | Остин и Элли          | Номинация |
| 2013 | Nickelodeon Kids' Choice Awards | Favorite TV Actor       | Остин и Элли          | Победа    |
| 2013 | Radio Disney Music Awards       | Funniest Celebrity Take |                       | Номинация |
| 2013 | Radio Disney Music Awards       | Best Music Video        | Heard It On The Radio | Победа    |
| 2013 | Teen Icon Awards                | Iconic Male Star        |                       | Номинация |
| 2013 | Teen Icon Awards                | Iconic Movie Actor      | Teen Beach Movie      | Номинация |
| 2013 | Teen Icon Awards                | Iconic TV Actor         | Остин и Элли          | Номинация |
| 2014 | Nickelodeon Kids' Choice Awards | Favorite TV Actor       | Остин и Элли          | Победа    |
| 2014 | Teen Choice Awards              | Best TV Comedy Actor    | Остин и Элли          | Победа    |